# (2785) Sedov
(2785) Sedov es un asteroide que forma parte del cinturón de asteroides y fue descubierto por Nikolái Stepánovich Chernyj el 31 de agosto de 1978 desde el Observatorio Astrofísico de Crimea, en Naúchni.

## Designación y nombre
Sedov fue designado al principio como 1978 QN2.
Más adelante, en 1984, se nombró en honor del explorador ruso Gueorgui Sedov (1877-1914).

## Características orbitales
Sedov está situado a una distancia media del Sol de 2,874 ua, pudiendo acercarse hasta 2,746 ua y alejarse hasta 3,001 ua. Tiene una inclinación orbital de 1,439 grados y una excentricidad de 0,0444. Emplea en completar una órbita alrededor del Sol 1780 días.

## Características físicas
La magnitud absoluta de Sedov es 12,3 y el periodo de rotación de 5,49 horas.